# Mkoma II
Mkoma II ist ein Verwaltungsbezirk (englisch Ward) des Distrikts Newala in der tansanischen Region Mtwara.

## Geografie
Mkoma II liegt im Südosten von Tansania etwa 95 Kilometer Luftlinie westlich der Regionshauptstadt Mtwara. Der Bezirk grenzt im Norden an Nyangao, im Nordosten an Majengo und Mtama, im Osten an Mkwiti, im Süden an Nambali und Mikumbi und im Westen an Nanganga. Bei der Volkszählung 2022 lebten 3040 Menschen in 955 Haushalten auf einer Fläche von 108 Quadratkilometern.

## Gliederung
Der Bezirk besteht aus fünf Gemeinden (Mtaa) mit zwölf Orten (Kitongoji):
| Mkoma II - Ulinzi - Amani - Usalama | Lihanga - Mwongozo | Lochinu - Makonde - Majengo - Dodoma - Jangwani | Nangudyane - Chiyanga - Nangudyane - Magombo | Chikalule - Chikalule |

## Gesundheit
In Mkoma II gibt es eine staatliche Apotheke.